# Private inlichtingendienst

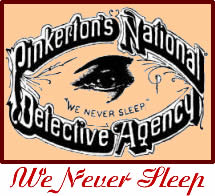
"We never sleep" – logo van een 19e-eeuws inlichtingenbureau.

Een private inlichtingendienst of particulier inlichtingenbureau is een (quasi-)niet-gouvernementele organisatie die zich richt op de verzameling, analyse, verwerking en doorgaans de verkoop van allerhande informatie. De gegevens kunnen afkomstig zijn uit publieke bronnen (Open Source Intelligence of OSINT), uit samenwerking met andere organisaties, of uit eigen legale of illegale opsporingsactiviteiten.
De betrokken bureaus leveren hun diensten – al dan niet tegen betaling – aan overheden, aan bedrijven of aan individuele consumenten. Cliënten kunnen zakelijk, politiek of persoonlijk geïnteresseerd zijn in informatie uit bepaalde categorieën (bijvoorbeeld criminaliteit, gezondheid, corruptie) en/of regio’s (bijvoorbeeld Midden-Oosten, Vietnam, Praag, enz.), of willen vermeende bedreigingen inschatten, bijvoorbeeld door milieucomités of mensenrechtengroeperingen. In veel van deze inlichtingendiensten werken ex-medewerkers van inlichtingendiensten.
Sommige bureaus voeren ook actieve campagnes om de perceptie, vooral op sociale media, te beïnvloeden, en zelfs strategische desinformatie of politieke propaganda te verspreiden. Ook wordt onderzoek naar de oppositie gevoerd in de sociale media, eventueel met behulp van kunstmatige intelligentie. Sommigen spreken zelfs van "informatie-oorlogsvoering". Voormalig anti-corruptieprocureur Aaron Sayne noemde private inlichtingendiensten "een bedrijfstak die grotendeels in de schaduw opereert, zeer flexibele ethische normen hanteert", aangezien de bureaus gevoelige informatie verzamelen en gebruiken "vandaag voor doel-A en morgen voor volledig tegenstrijdig doel-B".
De sector van de private inlichtingendiensten nam een hoge vlucht als gevolg van verschuivingen in het spionagebeleid van de Amerikaanse regering na de aanslagen op 11 september 2001: functies die voorheen werden uitgevoerd door de CIA, de NSA en andere inlichtingendiensten werden meer en meer uitbesteed aan particuliere inlichtingenbedrijven.
Private inlichtingendiensten hebben vaak offensieve en defensieve mogelijkheden voor computerbeveiliging. Sommige bedrijven hebben nauwe banden met de overheid, zoals DarkMatter uit de Verenigde Arabische Emiraten.
Critici stellen zich echter de vraag hoever een uitbesteding van elektronische surveillance, vrijheidsberoving en ondervraging, en veiligheidsanalyse kan gaan, en welke activiteiten ‘inherent van overheidswege’ moeten blijven. Daarbij komt dat de noodzakelijke geheimhouding het toezicht beperkt, en dat de motivatie en attitudes van private en publieke werknemers erg kunnen verschillen.

## Lijst van private inlichtingendiensten per continent
West-Azië (Israël)
- Archimedes Group (Israël)
- Psy-Group (Israël) (* )
- Black Cube (Israel & VK)
- NSO Group (Israël)

Europa
- AEGIS (VK)
- Cambridge Analytica (VK) (* )
- Control Risks Group (VK)
- Diligence Security
- Groupe GEOS (Frankrijk)
- Hakluyt & Company (VK)
- Oxford Analytica (VK)

Noord-Amerika
- AggregateIQ (Canada)
- Booz Allen Hamilton (VS)
- Fusion GPS (VS)
- Kroll Inc. (VS)
- Pinkerton National Detective Agency (VS)
- Smith Brandon International|Smith Brandon International, Inc. (VS)
- Stratfor (VS)
- Total Intelligence Solutions (VS)

(*) opgeheven